# Death on Two Legs (Dedicated to…)
Death on Two Legs (Dedicated to…) ist ein Lied der britischen Rockgruppe Queen. Es wurde von deren Sänger Freddie Mercury geschrieben und eröffnet das 1975 erschienene Album A Night at the Opera.

## Text
Das Lied ist – im negativen Sinne – Norman Sheffield gewidmet, Queens ehemaligem Manager und Miteigner der Trident Studios, in denen Queen aufnahm. Nach Aussagen der Mitglieder habe er die Band ausgebeutet und ihr nicht die zur Produktion ihrer Stücke nötige Ausrüstung gegeben. Unter anderem beklagten sie, dass sie einen Hit nach dem anderen produzierten, jedoch kein Geld davon sähen, während man die Manager in ihren Stretchlimousinen fahren sehe. („you see them [the management] running around in stretch limos and think ‘hang on there’s something not right here!’“)
Die Trennung erfolgte unter sehr verbitterten Umständen, wobei man das Lied als letztes Wort der Band zu diesem Thema sehen kann. Nachdem er es geschrieben hatte, mochte Mercury es nicht besonders. Er empfand den Text als wohl doch etwas zu hart gegenüber dem ehemaligen Manager. May regte ihn jedoch dazu an, das Lied trotzdem zu veröffentlichen.

## Besetzung
- Freddie Mercury: (Hintergrund-) Gesang, Piano
- Brian May: Gitarre, Hintergrundgesang
- Roger Taylor: Schlagzeug, Hintergrundgesang
- John Deacon: Bassgitarre

## Coverversionen
- Rooney 2005 auf ihrem Tributalbum Killer Queen: A Tribute to Queen
- Tony Zaikowski auf dem Projekt Loser's Lounge
- Dream Theater auf dem Album Uncovered 2003–2005
- Heathen 2004 auf der EP Recovered
- The Protomen 2012 auf dem Album The Protomen Present: A Night of Queen
- Patrick Hemer 2022 auf dem Album More Than Meets The Eye